# ラストエグザイル-銀翼のファム-
『ラストエグザイル-銀翼のファム-』（ラストエグザイル ぎんよくのファム）は、テレビアニメ『LAST EXILE』の続編として制作された、GONZOによる日本のテレビアニメ作品。2011年10月から2012年3月まで、中部日本放送、TBSほかにて放送された。

## 概要
2003年に放送されたテレビアニメ『LAST EXILE』の続編作品。前作スタッフの多くが今回も参加しているが、シリーズ構成に新たに吉村清子が加わっている。

### 作品展開
テレビアニメに先駆け、宮本ろばによるコミカライズ作品が『ヤングエース』2011年8月号より連載された。単行本化にあたって修正加筆があり、第一話の描き込みは特に増加している。また、ニュータイプエース2011年Vol.1号より『ラストエグザイル-砂時計の旅人-』が1期のキャラクターデザイナーであるムラオミノルの作画により連載された。ノベライズも岩佐まもるにより角川スニーカー文庫から発売されている。他、mobageでソーシャルゲームが利用可能だった。

### 企画経緯
フライングドッグ所属のプロデューサー尾留川宏之によれば、前作『LAST EXILE』（2003年）の終盤の頃に千明孝一監督に「新シリーズを作りたい」旨を話していたという。しかし放送終了直後は完全燃焼といった状態で、実際に動き出したのはその3年ほど後となった。打ち合わせの初期には主人公は“男の子”というアイディアがあり、ファムはスピンアウト版の主人公として考えられていたキャラクターであったが、2年半ほど前（2008年）からの本格的な打ち合わせ開始時には本作の主人公へと切り替えることとなったと述べている。

### 劇場版アニメ
『ラストエグザイル -銀翼のファム- Over The Wishes』のタイトルで、2016年2月6日公開。内容は100カットの新作カットと一部セリフを新録して再構成した劇場版である。

## あらすじ
前作『LAST EXILE』から2年の歳月を経た世界。圧倒的な軍事力で世界統一へと突き進むアデス連邦と講和条約を結ぶため、聖地〈グラン・レイク〉へと赴いたトゥラン王国の第一王女リリアーナと第二王女ミリア。しかし到着と同時に宣戦布告したルスキニア総統率いる連邦艦隊の奇襲で、トゥラン艦隊は壊滅の危機に陥る。戦艦を狙ってやって来た空族のヴァンシップ（小型飛行機）乗り・ファムとジゼルは、砲撃に晒されるトゥラン旗艦の譲渡と引き換えに、王女たちを逃がそうと旗艦の墜落を偽装し、戦線離脱に成功する。
連邦の王都侵攻を阻もうと、残存艦隊で決死の強襲を試みたリリアーナは連邦に拉致され、移民船〈エグザイル〉の出現によってトゥラン王都は壊滅。絶望するミリアだったが、ファムたちカルタッファル空族の支援を受け、父に託されたトゥランを再興するべく連邦に抗い、亡命政権の樹立を宣言する。

## 登場人物

### 空族
作物や家畜の育たない超高地で暮らすため、空中戦艦を鹵獲し加工や転売をして生計を立てるようになった集団。その生業から卑しい存在として侮蔑や嫌悪の対象となっている。多くはアデス連邦の侵攻で故郷を追われ難民となった者達で、「平和で自由な空」を愛し、「迷う翼は風が支えよ」「散った翼は空に還せ」などの掟に幼い頃から触れているためか団結が強く、一勢力として決して侮れない規模を有する。戦艦を「クジラ」と呼び、奪取する機会があれば急行、鮮やかな連携で艦を翻弄しながら動きを封じてしまう。主人公・ファムは空賊の一集団である〈カルタッファル〉に属している。
ファム・ファン・ファン
声 - 豊崎愛生
本作の主人公。空族であり、小型ヴァンシップ（通称〈ヴェスパ〉）を駆る少女。15歳。
赤子の時に両親を事故で失い、カルタッファルの民に育てられた。よく寝ぼけては所構わず空中へダイブしており、就寝時には足にロープを括りつけられている。常に大物狙いで、狙った艦を挑発したり族長アタモラに文句を言ったりと度胸が据わっている。戦艦の機関内を縫うように飛行するほどの卓越した操縦技術を持ち、ヴェスパを手足のように操る天才肌。かつて世界中のヴァンシップ乗りが一堂に会して競った「グラン・レース」の復活を夢見ている。ミリアとは「第一回グラン・レース」の時に一度会っているが、再会した時には憶えてはいなかった。
アデス連邦艦隊の砲火に晒されるトゥラン王国の旗艦ラサスに狙いを定め、ラサスに乗るトゥランの王女たちに取引を持ちかけたことから、連邦との戦いに関わっていく。自らがカルタッファルに救われたためか「迷う翼は風が支えよ」を強く掲げ、ミリアへの助力を惜しまない。
その出自は不明であったが、物語の終局において、意外な血筋が明らかになる。
「ファム」の名は、救出時に着用していた産着の縫い取りに記されていたものであり、彼女の実名であるかは不明。
ジゼル・コレット・ヴィント
声 - 悠木碧
カルタッファル空族の長・アタモラの長女でファムの親友。愛称は「ジゼ」。15歳。
無鉄砲なファムのナビを務める慎重派で、弾幕の中に飛び込んでも冷静さを失わない豪胆さも持ち合わせている。
戦艦や軍備に関する豊富な知識でファムをサポートし、事前情報と異なる状況に遭遇しても落ち着いて対処する、ファムにとって頼れる相棒。ディーオが持ち込んだ写真一枚からシルヴィウスの任務を洞察し、ミリアを驚かせた。
ファムとミリアが信頼を深めるのを見て、ファムのパートナーとしての自信を喪失し、一時ファムと袂を分かとうとするが、二人を支えていくことを決意する。
フリッツ
声 - KENN、伊藤かな恵（幼少期）
カルタッファルの空族。ヴェスパに乗る熱血漢。戦艦を相手によく「アヒル野郎」「ダチョウ野郎」と悪態を吐いている。
ヨハン
声 - 岡本信彦、原紗友里（幼少期）
カルタッファルの空族。無邪気かつ純粋なヴェスパのパイロット。
ハイネ
声 - 阿部敦、斎藤桃子（幼少期）
カルタッファルの空族。落ち着きのあるフリッツのナビ。
アタモラ
声 - 稲田徹
人望の厚いカルタッファル空族のリーダーで、ジゼルの父。若い頃は世界屈指のヴァンシップ乗りで、第一回「グラン・レース」の優勝者だった。
ファムがラサスを「盗んだ」ことから、アデスとの戦いでトゥランを支援する。
テレザ
声 - 本田貴子
ジゼルを含め4人の子を持つ肝っ玉母さん。転がり込んだミリアやテディを温かく迎え入れる。
ルネ
声 - 宮本佳那子
ジゼルの弟。
フェリシテ
声 - 東山奈央
ジゼルの妹。少しおませ。
アデル
声 - 伊藤かな恵
ジゼルの末妹。

### トゥラン王国
この世界では比較的肥沃な大地と水、気候に恵まれ、農業が発達した、帰還民による国家。アデス連邦との戦乱に巻き込まれたことから、カルタッファル空族と関わりを持つこととなった。攻め入るアデス艦隊へ砲撃を加える最中、上空に現れた巨大な物体〈エグザイル〉を攻撃したことで迎撃を受け、王都イグラシアは壊滅状態に陥ってしまう。
ミリア・イル・ヴェルク・クトレットラ・トゥラン
声 - 茅野愛衣
トゥラン王国第二王女。15歳。姉のリリアーナを敬愛する、利発で誇り高く責任感の強い少女。奪った戦艦を転売して生計を立てている空族に対しては、当初嫌悪していた。歳相応に脆い部分を持ち合わせてはいるが、その頑なさや行動力には空族も手を焼くほど。窮地を脱し帰還した王都で父王にトゥランの将来を託され、故国再興のために奮戦する。
離宮へ向かう途中、リリアーナの拉致を知らされるも、彼女を助けられなかったことや、王都の壊滅を目の当たりにしたことで無力感に苛まれる。カルタッファル空族に身を寄せて以降、ファムたちと徐々に打ち解け前向きな気持ちを取り戻し、腰丈まであった髪を切ってからは活発な行動も増えた。シルヴィウスの戦闘配備に乗じて艦の厨房を占拠、新たなトゥランの「領土」として亡命政府の樹立を宣言し、復興を模索する。リリアーナがルスキニアに従い、兵や艦隊を奪われ、エグザイルを使ってグラキエスまでも壊滅させたのを見て、遂に姉を討つ事を決意。ヴァサントの呼びかけに応じてルスキニア討伐軍のトゥラン代表として立つ。グラキエス語を習得しており、グラキエス領内でディアンに保護されていた際、意思疎通が出来た。
第一回「グラン・レース」で、護衛官であったルスキニアに会った際には彼のことを恐がっていた。また、この時ファムとも出会っているが、再会した時にはこのことを憶えていなかった。
リリアーナ・イル・グラツィオーソ・メルロー・トゥラン
声 - 沢城みゆき
トゥラン王国第一王女にして摂政。19歳。病床の父に代わるトゥランの実質的な統治者であり、確かな政治手腕を振るう。
第一回「グラン・レース」では対話による平和を成し遂げたファラフナーズに尊敬の念を抱いていた。また、この時出会ったルスキニアに対しては、ミリアと違い好印象を持った。
アデス艦隊の謀略に嵌った際にファムが持ちかけた取引に応じ、旗艦ラサスで戦場からの脱出を図る。ミリアの身をファムたちに預け、カルタッファル空族の協力を取りつけた。連邦艦隊が王都へ攻め入る前にルスキニアを打倒しようと、残存艦を率いて旗艦同士の格闘戦を挑むも、アラウダによるラサス襲撃で失敗。このままルスキニアの許に連れ去られる。救助に向かったミリアやファムたちの目前で、生体キーとしてエグザイルを起動させられ、王都は壊滅した。
その後は消息不明となったが、アデスの艦に搭乗し、ミリアたちの前に現れた。しかしその言動は以前と違い、親アデスの立場を取るだけでなく、妹や空族に対して冷然としたものであった。自身に従わぬミリアと絶縁を宣言した後は父王の後を継ぎアデスとの講和（実質的にはアデスによるトゥラン併合の容認）を宣言し、以後ルスキニアと共に行動。さらにグラキエスをエグザイルを使って崩壊させるなど、まるでルスキニアの如き非道な行為も平然と行い、グラキエス戦後、〈トゥランの魔女〉と呼ばれ各国で忌まれる存在となる。これは洗脳や変節をした訳ではなくエグザイルの記憶を受け継いだ時点から、帰還民による人口超過がいずれ壊滅的状況を生み出す事を見越して、あえて悪名を受ける決断をしたものである。18話で復讐を成し遂げようとしたディアンの銃弾からルスキニアをかばい死亡した。
テディ
声 - 斎藤千和
年端もいかないミリアの従者。仕事熱心ではあるが、未熟さからしばしば内容が伴わない。ミリアに付き従いカルタッファルやシルヴィウスに身を寄せる。
マリアンヌ
声 - 仙台エリ
ミリアの侍女の一人。読んだ小説から得た庶民生活の知識をミリアに吹き込んでいる。帰還したミリアとの再会も束の間、連邦の王都侵攻に伴って避難した。
ギース
声 - 竹田雅則
トゥラン軍少佐。ミリアの生存を知り、反ルスキニア統合軍に参加した。統合軍とルスキニア一派の終戦協議中、国を裏切りグラキエス殲滅に加担したリリアーナの暗殺をミリアに持ち掛けるが、アラウダに情報が漏れていたため失敗し、拘束された。
「王族は信用出来ない」と発言しており、トゥラン王家への忠誠心は低い。
トゥラン王（ルキウス・ヴェルキウス・トゥラン）
声 - 小川真司
リリアーナとミリアの父で病に伏している。娘たちに王国の未来を託した後は、アデス攻撃に際しても王都に留まり、エグザイルの攻撃により死亡した。

### アデス連邦
グラン・レイク西部の辺境に位置していた国家だが、周辺諸国を次々に併合し、巨大化した。「五将軍」と呼ばれる司令が率いる強力な艦隊を有している。急速な領土の拡大によって隣接するようになった隣国トゥランとも小競り合いが急増しており、彼らと和睦を図るためミリアとリリアーナが会談に赴くところから物語は始まる。
ルスキニア・ハーフェズ
声 - 興津和幸、斎藤千和（15歳時）
アデス連邦の総統である若きカリスマ。軍部からの熱烈な支持を受け、周辺国への侵攻を指揮している。
第一回「グラン・レース」時はアウラダと共にファラフナーズの護衛官を務めており、テロからファラフナーズを守れず錯乱状態に陥った。その際、左目を負傷し、以後アイパッチを装着している。出自が一切不明な事から身元不明の下流階級の出身者であると噂されており、貴族や文官たちには「成り上がり者」と蔑まれている。トゥランの王女たちを和睦会談と偽っておびき寄せ拉致し、一気に制圧したり、併合後に帰順したトゥラン貴族を粛清するなど、冷酷非道な行為も厭わない。冷徹な侵略行動の裏には、実はある真意が秘められている。地球の失われた歴史にも精通し、エグザイルやミュステリオンに関する知識を持つ。リリアーナ・ミリア姉妹とは第一回「グラン・レース」で出会っている。ツインと呼ばれるギルド最強の護衛官であったため、個人的な戦闘能力は極めて高く、ヴァサントを一撃の延髄打ちのみで殺害している。グランエグザイルの圧倒的戦力で地上兵力の解体による恒久的平和を目指していたが、ファム達の活躍による野望の終焉も予測しており、最期はサーラを引き渡し、グランエグザイル内での死を選択する。
アラウダ
声 - 松風雅也、小松由佳（15歳時）
総統の直属であるアデス連邦情報部の長。暗殺や諜報でルスキニアの覇道を支える人物であるが、部下というよりも親友同士の関係にある。
第一回「グラン・レース」時ではルスキニアと共にファラフナーズの護衛官を務めており、ファラフナーズを守れず錯乱状態に陥って武器を振り回すルスキニアに対し、身の危険を顧みずにそれを諌め慰めた。
特攻を仕掛けるラサスに単身で乗り込み艦橋の乗員を全滅させるなど、常人ではあり得ない戦闘能力を持つばかりでなく、他にも同様な武術を用いる戦士を幾人も養成し、シルヴィウス破壊作戦に投入してくる。ルスキニアと同じくギルド出身であり、ギルドにはマエストロを守護するツインと呼ばれる二人一組の護衛が存在し、彼とルスキニアはツイン出身者であったらしい。19話にてルスキニアとの盟約により、アルを拉致しようとするが護衛するディーオには力及ばず敗死する。
サドリ
声 - 土師孝也
連邦五将軍の一人。アデス連邦軍で唯一、元帥位を持ち、彼の肩章だけが4本突起になっている。第一艦隊を指揮する、齢60を過ぎた歴戦の老将。20話の回想シーンによれば元帥位を得る以前から第一艦隊の司令官であったらしい。船員の命を第一に考える人徳者であり部下からの信頼は厚く、ファラフナーズを死なせて立場をなくしていたルスキニアのやむにやまれぬ信条や志をも理解してその政治的後ろ盾ともなっており、ルスキニアの方も立身出世の恩情を感じ、深く敬意を示している。
第一回「グラン・レース」におけるテロで、ファラフナーズを守ろうとして足を銃撃され不自由となり、以降は杖を使用している。また、この時に父を喪ったギュゼルを副官として用いている。
ファムの出自に深く関わっており、一時的な講和が成し遂げられた際の舞踏会でそれに気付いた。この時にはファムにダンスを申し込んでいる。最終回で母方の祖父である事が明かされる。ファムがグランエグザイルから脱出したのを見届け、崩壊する艦に一人残り運命を共にした。
カイヴァーン
声 - 小西克幸
連邦五将軍の一人で、最強の殲滅部隊として恐れられる第二艦隊を指揮する猛将。強面ながら人望は厚い。トゥラン艦隊への奇襲を指揮したが、空族の撹乱に遭い、王女二人の生け捕りに失敗する。
顔に似合わず子供好きな一面があり、第一回「グラン・レース」ではファムたちにお菓子を振る舞っている。一方で激情家でもあり、ファラフナーズの死に際して殉死しようとしてオーランとソルーシュに止められている。最後までルスキニアに忠実ながら激戦に生き残り、最終回でグランレースに列席している。
オーラン
声 - 福山潤、本田貴子（14歳時）
連邦五将軍の一人で、主に先鋒を務める第三艦隊を指揮する。冷静沈着な性格で、作戦を正確に遂行するため、秒単位の誤差も気にする性分。饒舌なソルーシュとは逆に寡黙な人物で、言葉よりも行動で結果を示す。
第一回「グラン・レース」では任務そっちのけで女性たちの品定めをしていたソルーシュを注意していた。堅物なのはこの頃から変わりがない。
グラキエス戦におけるルスキニアのやり方や独断行動に不満を抱いている。結果、ソルーシュと袂を分かち、統合軍へ合流したが、サドリの老獪な計略に貴下の艦隊が同士討ちを始めるのを防ぐ事が出来ず多大な損害を受けてしまう。直属艦隊にはグラキエス部隊に一度も砲撃を許さなかった為、辛くも全滅は免れたが、19話でグランエグザイルの主砲により、直属艦隊まで壊滅的打撃を受ける。
戦後は、先任であるソルーシュに代わり、アデス側の代表となった。
ソルーシュ
声 - 中村悠一、原紗友里（14歳時）
連邦五将軍の一人で、高速戦列艦で構成される第四艦隊の司令。オーランとは士官学校時代の同期。神速の異名を持ち、速度を活かした艦隊戦を得意とする。軍人としての名声とは裏腹に私生活では女性にだらしなく、サーラにも「女の子と仲良くなり過ぎないように」と忠告されている。
第一回「グラン・レース」では任務そっちのけで女性たちの品定めをしており、オーランを呆れさせている。
ルスキニアの非道に憤るオーランとは対照的に、あくまで「任務」として割り切っており、ルスキニアへの不満を口にするオーランを諌めている。ヴァサントがサーラを奉じて反ルスキニア統合軍を結成した際、サーラの代わりは居ると不敬な発言をし、オーランが離反する一因を招く。20話でオーランの艦隊が壊滅的打撃を受けたのを見て救援に駆けつけ、統合軍へ合流する。
ルスキニアや五将軍の三人を欠いた戦後は最先任となったが、その役回りをオーランに任せ、空を見上げてヴェスパ乗りに憧れる台詞を呟いている。
ヴァサント
声 - 折笠富美子
連邦五将軍の一人で紅一点。鉄壁の守りで首都を防衛する第五艦隊司令。かつてアデス連邦の南方に位置していた国家ケイオスの出身であり、その名残で「ケイオスのアメジスト」と呼ばれており、「ケイオス遺民団」のまとめ役を務めている。
被征服民であることでアデス人からの差別に悩まされて育ってきたため、対話による平和を実現させたファラフナーズを尊崇しており、その忘れ形見であるサーラを守っていこうと決意している。
その任から首都に常駐しており、サーラの教育係や同盟国との外交折衝の役割を担っていたものの、ルスキニアの冷酷非情な方針と他民族との共存を否定するかのような領土拡大策に不安と疑念を払拭できず苦悶している。
そうした中、グラキエス侵攻でケイオス遺民団が有効な軍備を与えられないまま捨て駒にされて全滅したことを知り、同胞の誠意と献身を使い捨てにされた事への憤懣を抑えきれずグラキエスの残存部隊と接触。さらにサーラの名で各勢力へ密勅を放ち、統合軍を組織しルスキニア討伐に動き出す。19話にてサーラの仲裁により一時的な和平が成立したものの、サーラを取り返しに来たルスキニアに抵抗し、殺害される。
サーラ
声 - 伊藤かな恵
アデス連邦皇帝（アウグスタ）。10歳。ファラフナーズの一人娘。聡明さは感じられるが未だ幼く、政治には殆ど関わっていない。先住の民（地球に残った人々）と帰還民との問題は教えられているようだが、ルスキニアの指揮する周辺国への侵略については全く聞かされていなかった。
自身の無力を自覚しており、母・ファラフナーズのような為政者になるため日々努力を重ねている。ミリアの従者として謁見したファムやジゼルと親しくなり、「グラン・レース」復活への協力を約束する。
ファラフナーズ
声 - 安藤麻吹
アデス連邦の前皇帝であり、サーラの母。かつて粘り強い交渉で各国と和平を結び、第一回「グラン・レース」を主催した女傑。
アデス人からは勿論、トゥラン王ら周辺諸国の人々からも尊敬を集める一方で、被征服民の弾圧、特に非武装市民への虐殺行為にも関与していたと見られ「独裁者」として憎悪の対象となっており、自身もまた過去に行った侵略の罪に苛まれていた。
第一回「グラン・レース」の表彰式で報復テロの標的となり、リリアーナを庇って凶弾に倒れた。彼女の死により世界は再び強国同士の戦争へと向かい、さらに多くの人々に深い傷跡を残した。
ロシャナク・ババール
声 - 坂本真綾
アデス連邦の貴族である妖艶な女性。一国の王族に連なる身分であったが、侵攻してきたアデスに国土と国民を引き渡し、連邦内で男爵の地位を手に入れた。その後は同じ境遇の元王族たちと共に繁華街エリダラーダの闇ヴァンシップレースに入り浸っており、そこで所有する戦艦ナーヒードとミリアの処遇を賭けてファムと勝負をする。
ヤシュバルとは第一回「グラン・レース」からの付き合いがあり、彼が決勝戦への出場を決めた時には笑顔を見せていた。
エルンスト・キールス・リンデマン
声 - 飯島肇
戦艦プリンス・オブ・ヴィクトリアスの艦長。所謂マザコンであり、任務よりも母親の誕生パーティーを優先するなど軍人として問題がある。その脇の甘さを突かれ、ファムに二度も戦艦を強奪されるという失態を演じた。
ギュゼル
声 - 根谷美智子
サドリの副官。亡き父親からは軍略の手ほどきを受けており、サドリの許では作戦面で補佐しているが想定外の事態に弱く、経験の浅さが目に付く。
死を覚悟したサドリからロケットペンダントを託され、ファムの許に届ける。
クレイシュ
声 - 松風雅也
オーランの副官。アデスの武力を誇るあまりそれに驕った発言が多く見られ、オーランに度々窘められている。
マリラ
声 - 野水伊織
サーラの給仕。サーラの遊び相手をしている。

### アナトレー・デュシス連合王国
前作の主な舞台となった人工惑星より帰還した国家アナトレーとデュシスで構成されており豊かな国土を持つ。
後にアナトレー・デュシス連合帝国となる。

#### シルヴィウス
空賊や他国軍の間で「死神」や「幽霊船」などと噂される、神出鬼没の漆黒の戦艦。その正体はアナトレー・デュシス連合王国に属する情報収集を目的とした軍特殊艦。クルーたちがどの様な任務を帯びているのか等、謎も多い。
タチアナ・ヴィスラ
声 - 喜多村英梨
前作『LAST EXILE』にも登場したアナトレー軍人。現在はアナトレーの軍特殊戦艦・シルヴィウスの女性艦長。階級は少佐。
前作ではヴァンシップ乗りであったことから、艦長の身でありながら空族の襲撃に際しては自らヴァンシップで出撃し、その技量でファムを圧倒した。シルヴィウスを狙うファムたちの作戦をものともせず、艦内に飛び込んだファムとジゼルを捕え、「歳の数だけ戦艦を盗んでこい」と難題を吹っ掛ける。
アリスティア・アグリュー
声 - 桑谷夏子
前作『LAST EXILE』にも登場したアナトレー軍人。現在はシルヴィウスに搭乗、タチアナの副官を務める。階級は大尉。
軍人らしからぬ穏やかな性格と風貌を備えた女性。タチアナとは前作の頃からナビとして陰に日向にサポートを務める。無鉄砲なファムと実直なジゼルの関係に、タチアナと自身の姿を重ねており、ジゼルに助言めいた言葉をかける。
ディーオ・エラクレア
声 - 野田順子
前作『LAST EXILE』にも登場したギルド出身の御曹司。ストーリー冒頭ではファムたちカルタッファル空族団に身を寄せる居候として登場した。実はシルヴィウスのヴァンシップ部隊隊長であり、黙っていたことでファムを憤慨させた。
自由奔放で自分の興味にのみ従って行動する。ジャンクパーツで自ら組み上げたヴァンシップを単独で駆っており、ルシオラへの思慕からナビは乗せず、後席に人を乗せても一切の操作を許さない。
その超絶した操縦テクニックはヴァンシップのみに留まらず、1話では型破りの機動でラサスを操艦、カイヴァーン率いる連邦第二艦隊の目を眩ませて戦場からの脱出を果たした。
生身の戦闘にも優れ、一般の兵士を瞬殺するアラウダやその部下らとも互角に渡り合う。
最終回で第2回グランレースで優勝杯を手にするものの、規定違反（ナビ無しでの単独飛行）で無効にされてしまい、その結果、4位だったファムとジゼが繰り上がりで三位入賞となった。ちなみに一位はタチアナとアリスティアのチーム、二位はディアンとマグノーリヤのチーム。
セシリー・ライトニング
声 - 中島愛
シルヴィウスの聴音員（視覚に拠らず、飛行音などによって艦船等を探知する索敵要員）。
年若いが、視界を塞がれた艦を誘導してみせるなど、特務艦の乗員に相応しい実力を持つ。
前作『LAST EXILE』に登場したウィナ・ライトニングの従妹であり、その聴音に関する能力はライトニング一族の特技。
レナード・ベイカー
声 - 中田譲治
シルヴィウスの司厨長。ミリアの色仕掛け（？）にも動じない硬派な性格をしている。戦闘時には白兵戦の指揮も執る。
オラフ
声 - てらそままさき
シルヴィウスの整備長。強面だが、ファムのアデス戦艦奪取に協力するなど根は優しい人物。
イグナス
声 - 勝杏里
シルヴィウスの整備員。
ニコロ
声 - 入野自由
シルヴィウスの整備員。
エリオ
声 - 小松未可子
シルヴィウスの整備員。ロッカーには他国の軍服など大量の衣装を保管しており、ファムやミリアに度々利用されている。

#### その他
アルヴィス・E・ハミルトン
声 - 花澤香菜
前作『LAST EXILE』に登場したギルド出身の令嬢で、前作の主要登場人物の一人。ディーオとは前作から深く関わる間柄。
トゥラン王女と同様にエグザイルを制御する力を持ち、そのためアデス連邦の刺客に襲われるが、救出に来たディーオに保護される。
ソフィア・フォレスター
声 - 山崎和佳奈
前作『LAST EXILE』に登場したアナトレー皇帝にしてアナトレー・デュシス連合王国の国王。地球への帰還を果たした時点でこれらを統合、アナトレー・デュシス連合帝国の初代皇帝に即位した。戦艦シルヴァーナに座乗し、ルスキニアと統合軍の最終決戦に参戦する。
ヴィンセント・アルツァイ
声 - 郷田ほづみ
前作『LAST EXILE』に登場したアナトレー軍人。本作ではアナトレー・デュシス連合王国先遣部隊総司令官として全権を委任されており、トゥランとの同盟締結などの外交交渉を行っている。「ウルバヌス・コーヒー」も健在の模様。
前作において亡き僚友・アレックス・ロウと戦略面を競っただけのことはあり、その判断は鋭く、ルスキニアの策を素早く見抜き的確に対処した。
ルーモルト・ドルフストランド
声 - 土屋トシヒデ
前作『LAST EXILE』に登場したアナトレー軍人。前作と同様に戦艦ウルバヌスの参謀長としてヴィンセントを補佐している。
ウィナ・ライトニング
声 - 永田亮子
前作『LAST EXILE』に登場したアナトレー軍人。前作と同様に戦艦シルヴァーナの聴音員として登場。従妹であるセシリーからは「ウィナ先輩」と呼ばれている。
クラウス・ヴァルカ
声 - 浅野まゆみ
前作『LAST EXILE』の主人公。身体が不自由な様子で車椅子でラヴィを伴って、第二回「グラン・レース」会場に現れた。再び空を飛ぶことを願っている。
ラヴィ・ヘッド
声 - 斎藤千和
前作『LAST EXILE』の主要登場人物。クラウスのパートナー。クラウスと共に第二回「グラン・レース」会場に現れた。

### グラキエス
グラン・レイクの北方に位置する閉鎖的な国家。「グラン・レース」のテロを経験して以来完全鎖国を貫いており、自国への干渉は一切認めず、他国への干渉も一切行わない。分野によっては他国を遥かにしのぐ技術力を持つ。またエグザイルを領内に隠し持っており、侵略を受けた際には鉄壁の防御壁とする。他国への侵攻戦を行わないためか戦艦は所有しておらず、ヴァンシップを国防の主力に据えている。グラキエス人はロシア語によく似た「グラキエス語」という独自の言語を使っている。なお、グラキエス語の監修はロシア人声優のJenyaが務めている。
ディアン
声 - ゆかな
グラキエス軍アダマース中隊の中隊長。国境警備の任務に就いており、国境を侵した者に容赦無い攻撃を行う。
グラキエス領内に迷い込んだファム達を保護した。「ヴァンシップは兵器」という環境で育ったため、「自由に空を飛ぶ」というファムに興味を持っている。グラキエス壊滅後は部下と共に反ルスキニア勢力に加わったが、祖国を壊滅させられた恨みからトゥラン勢力代表のミリアを仇敵の妹として敵視するようになる。ルスキニアを殺そうと発射した銃弾でリリアーナを死亡させてしまい、投獄されていたが、ミリアによりグランエグザイル戦への参加を要請され放免される。
ウィオラ
声 - ジェーニャ
グラキエス軍アダマース中隊所属のヴァンシップ乗りで、ディアンのナビを務めている。
ディアンが不在の際は彼女に代ってアダマース中隊の指揮を執る。
マグノーリヤ
声 - 小見川千明
グラキエス軍アダマース中隊所属のヴァンシップ乗り。バイリンガルであり、アダマース中隊のメンバーの中で唯一外国語（トゥランやアデスの言語）を話せる。
プリームラ
声 - 原紗友里
グラキエス軍アダマース中隊所属のヴァンシップ乗り。

### その他の人物
ヤシュバル・オノンド
声 - 小山力也
ロシャナクに雇われているヴァンシップ乗り。第一回「グラン・レース」のファイナリストであり、現在は繁華街エリダラーダの闇レースに出場している。戦果は120戦連勝であり、エリダラーダでは「不敗の隼」と呼ばれている。
ギュゼルの父
声 - 高岡瓶々
アデス軍人。第一回「グラン・レース」のテロでは娘のギュゼルやサーラ、サドリを守るため盾となり犠牲になった。
カイザー（フェルディナント・A・ディール）
声 - 土屋トシヒデ
第一回「グラン・レース」時のアタモラのパートナー。表彰式でファラフナーズをテロから守るため盾となり犠牲になった。

## 登場艦船
ヴァンシップ
比較的小型の「飛行機械（航空機）」の総称。架空の鉱石「クラウディア」の水溶液を導管に循環させることで浮力および推進力を発生、飛行する（その循環装置をクラウディアユニットと呼ぶ）。そのためどの国のものも、U字型のクラウディア導管が外見上の特徴となっている。
ヴェスパ
空族が使用する小型ヴァンシップ。クラウディアユニットへの電力を蓄電池から供給しており、他のヴァンシップのようにスチームエンジンを装備していないため機体は非常に小さい。ギルドの技術を流用しており、小型機ながらも従来のヴァンシップと同様のクラウディア管を装着している。「クジラ捕り」のためのワイヤードスピアを装備しているが、武器の類は一切積んでいない（ただしボレアース攻防戦では左右に噴進式炸裂弾を、胴体下にはガンポッドを搭載して武装した）。また、「風を感じられない」との理由で風防は装備せず、申し訳程度のシールドが前席前面に付くのみである。
ファムが駆るヴェスパは通常のヴェスパと形状仕様が大きく異なるが、スペックの殆どが通常型に劣る事・3人乗りが可能である事・前照灯が必要以上に多い事・回想シーンにおいて非常に幼い時分に与えられていると思われる描写がある事等から、指導員を同乗させて飛ぶ事を考慮した初心者用の練習機タイプである可能性が高い。
シルヴィウス
アナトレーが有する特殊戦艦。潜航機能を持つ可潜艦であり単独での敵中情報収集など特殊任務に就く。小型で運動性の高い艦であると同時に隠蔽式対艦装備を数多く装備し、相当な火力も持つ強艦である。その名称、艦のサイズと艦形、乗員などから、前作『LAST EXILE』に登場した戦艦シルヴァーナの継承発展型と思われる。「死神シルヴィウス」と呼ばれ、ファムを始めとする空賊からは恐れられ、連邦艦隊（特にサドリ元帥の第一艦隊）からは執拗な追撃を受けるが、やがて逆捕縛されたファム機に乗るミリア王女のトゥラン亡命政権樹立に手を貸し、アナトレーとの同盟の橋渡しをするなど、主人公達と深く関わることになる。グラキエス国境付近で連邦艦隊の計略にかかり大破、一時姿を消したが、ボレアース攻防戦ではサドリ元帥の猛攻に総崩れの統合軍の前に現れ、サドリ艦隊へ単艦突入してその窮地を救った。
浮きドック艦
アタモラが使用する作戦用母艦。「クジラ捕り」で獲得した戦艦の解体や、ファム達のヴェスパの修理を行う。
ドローネ
カルタッファルの中型ヴァンシップ。トゥランの輸送ヴァンシップを改造したもの。クジラ捕りの際には全長が数メートルに及ぶ巨大な「制動銛」を6本装備し、作戦の中核を担う。
ラサス
「翼を持つ乙女」と呼ばれる、トゥラン王国の旗艦。戦闘力よりも外見の美しさと速度を重視しており、大型艦であるにも関わらず、かなりの高速を出せる。艦首には「平和の柱」と呼ばれる衝角が取り付けられており、ルスキニアの旗艦インペトゥスに特攻する際に使用された。トゥラン崩壊後はファムに譲渡され、解体された。
トゥラン通常戦列艦
トゥランが保有していた主力戦艦。グラン・レイクでの運用を目的としているため、水上航行能力を有している。複数の艦砲で固められており、高い攻撃力を持つ。
トゥラン輸送ヴァンシップ
大型の輸送機。周辺諸国や空族にも出回っている。
グラキエス攻撃機
グラキエスが保有する複座高速迎撃機。機体後部にロケットエンジンを装備しており、速度性能をはじめ他国のヴァンシップをはるかにしのぐ性能を誇る。スクランブル時は4つの外付けのロケットブースターを用いて滑走台（マスドライバー）から垂直上昇する姿が印象的な機体。ただし単独でのVTOL運用も可能で、仲間がディアンを迎えに来た時やボレアース攻防戦ではブースターに頼らない運用がされている。
密閉型コクピットに各種モニター類、無線、索敵レーダーを備え、他国より数世代進んだかなり高度な装備をもつ。主武装は機首固定部装の50mm対艦砲であり、これは数発で戦艦を撃沈できるほどの威力をもつ。グラキエス防衛戦では属州艦隊先遣隊へ高速を活かした一撃離脱戦で絶大な威力を見せつけたが、連邦主力艦隊に対してはグラキエス機対策である連動高角砲の斉射弾幕にまともに突っ込む形になり甚大な損害を被る。しかしボレアース攻防戦では連動高角砲の有効圏外からアウトレンジ攻撃出来る対艦砲弾（噴進式炸裂弾）を主武装にして対抗し連邦艦隊を苦しめた。
パイロットは女性ばかりであり、「翼の巫女」と呼ばれている。
翼の女神
グラキエスが有するエグザイル。長老たちのミュステリオンによって、グラキエスの中枢を守る防御壁として作動する。
アデス標準戦闘哨戒機
アデスの保有する戦闘機。機体色は黒。双発のクラウディアユニットと二重反転プロペラを装備し、高い運度性能をもつ。武装は機銃14門とかなり強力。だが、アデスの戦力は艦船主体であり、ヴァンシップを戦闘に使う考えがなかったため効果的に用いられていなかった。
シャハーズ
アデスの旧型ヴァンシップ。「グランレース」では、ほぼこの機体のワンメイクレースであった。現在でも、二重反転プロペラと4発のクラウディアユニットをもつ「パワーローダー」を追加装備して運用されている。

## スタッフ
- 原作・アニメーション制作 - GONZO
- 監督・音響監督 - 千明孝一[5]
- シリーズ構成 - 吉村清子[5]
- チーフ演出 - 高橋幸雄
- キャラクターデザイン - 村田蓮爾[5]、堀内修[5]、高岡じゅんいち[5]
- プロダクションデザイン - 小林誠[5]
- プロップデザイン - 片貝文洋
- 美術監督 - 市倉敬
- 色彩設定 - 安藤智美
- 撮影監督 - 石黒晴嗣
- 編集 - 肥田文
- 音楽 - 黒石ひとみ
- 音楽プロデューサー - 石川吉元、藤田純二、福田正夫
- エグゼクティブプロデューサー - 小松茂明、石川真一郎
- プロデューサー - 尾留川宏之、星野禎、安部正実
- 製作 - ファムパートナーズ（flying DOG、GONZO、CBC）

## 主題歌
オープニングテーマ
「Buddy」
作詞・歌 - 坂本真綾 / 作曲 - School Food Punishment+江口亮 / 編曲 - 江口亮
第1話、第3話 - 第15話、第16話 - 第20話。第2話ではエンディングテーマとして使用された。
「Cloud Age Symphony」
作詞・作曲・編曲・唄 - OKINO,SHUNTARO
第15.5話。前作『LAST EXILE』のオープニングテーマ（映像も前作の物を使用）。

エンディングテーマ
「Starboard」
作詞・作曲・編曲 - 黒石ひとみ / 歌 - Hitomi
第1話、第3話 - 第7話、第9話 - 第15話、第16話。
「Starboard [Silky Wind ver.]」
作詞・作曲・編曲 - 黒石ひとみ / 歌 - Hitomi
第8話、第20話。
「Over The Sky [Angel Feather ver.]」
作詞・作曲・編曲 - 黒石ひとみ / 歌 - Hitomi
第15.5話。前作『LAST EXILE』エンディングテーマの別アレンジ版。
「Innocent Eyes」
作曲・編曲 - 黒石ひとみ
第17話。
「Sorrows of Life」
作曲・編曲 - 黒石ひとみ
第18話。「Starboard」の別アレンジ版。
「Grand Exile」
作曲・編曲 - 黒石ひとみ
第19話。
「風の境界線」
作詞・作曲・編曲 - 黒石ひとみ / 歌 - Hitomi
第21話。

挿入歌
「Head in the Clouds」
作詞 - Damian Broomhead / 作曲・編曲・歌 - OKINO,SHUNTARO
第1話、第9.5話。
「Wings of Honor」
作詞・作曲・編曲 - 黒石ひとみ / 歌 - Hitomi
第8話、第21話。
「I've Got Friends」
作詞・作曲・編曲 - 黒石ひとみ / 歌 - Hitomi
第9話、第19話。
「A Rose in the Wind」
作詞・作曲・編曲 - 黒石ひとみ / 歌 - Hitomi
第14話。
「Everything I Wish」
作詞・作曲・編曲 - 黒石ひとみ / 歌 - Hitomi
第14話。
「Lost Friend」
作詞・作曲・編曲 - 黒石ひとみ / 歌 - Hitomi
第15.5話。

## 各話リスト
初回には「『ラストエグザイル-銀翼のファム-』1話テイクオフ直前スペシャル! これが『銀翼のファム』だ!」の特別番組が放送され、その翌週から第1話の放送となった。放送は全24回で、内訳は本編21話、直前スペシャル1話、総集編2話である。うち第15.5話は前作『LAST EXILE』の総集編になっている。
サブタイトルのナレーションは、ゆかなが担当。サブタイトル名は前作同様、チェスに因んだものが多い。
| 話数           | サブタイトル                   | 脚本       | 絵コンテ        | 演出             | 作画監督                                  | グラキエス語 |
| -------------- | ------------------------------ | ---------- | --------------- | ---------------- | ----------------------------------------- | ------------ |
| #01            | Open file                      | 吉村清子   | 千明孝一        | 高橋幸雄         | 堀内修                                    |              |
| #02            | Fool's mate                    | 神山修一   | 祝浩司 千明孝一 | 高岡じゅんいち   | 高岡じゅんいち、清水勝祐 屋幸秀、藤崎賢二 |              |
| #03            | Light square                   | 吉村清子   | 数井浩子        | 奥野浩行         | しんぼたくろう                            |              |
| #04            | Dubious move                   | 綾奈ゆにこ | 千明孝一        | 高林久弥         | 鷲田敏弥、臼田美夫                        |              |
| #05            | Touch and move                 | 鈴木貴昭   | 高橋幸雄        | 比嘉直           | 和田大                                    |              |
| #06            | Over step                      | 吉村清子   | 数井浩子        | 市村徹夫         | 日下岳史                                  |              |
| #07            | Weak square                    | 吉村清子   | 大原実          | 奥野浩行         | 工藤裕加                                  |              |
| #08            | Distraction                    | 鈴木貴昭   | 大倉雅彦        | 加藤顕           | しんぼたくろう                            | 字幕あり     |
| #09            | Connected passed pawn          | 綾奈ゆにこ | 数井浩子        | 篠原俊哉         | 羽田浩二、鈴木彩子 堀内修、高岡じゅんいち |              |
| #09.5          | First adjournment （総集編1）  | 綾奈ゆにこ | 千明孝一        | 高橋幸雄         | 長田絵里                                  |              |
| #10            | Illegal move                   | 神山修一   | 大原実          | 吉田徹           | 戸倉紀元                                  | 字幕あり     |
| #11            | Backward pawn                  | 吉村清子   | 高林久弥        | 高林久弥         | 鷲田敏弥、臼田美夫                        |              |
| #12            | Block                          | 綾奈ゆにこ | 数井浩子        | 黒瀬大輔         | 岡崎洋美、山村俊了                        | 字幕あり     |
| #13            | Bad move                       | 鈴木貴昭   | 大原実          | ソエジマヤスフミ | 南伸一郎                                  | 字幕あり     |
| #14            | Smothered mate                 | 吉村清子   | 大原実          | 高田昌宏         | しんぼたくろう                            | 字幕あり     |
| #15            | Trianglation                   | 吉村清子   | 数井浩子        | 吉澤俊一         | 長田絵里、赤尾良太郎                      |              |
| #15.5          | Second adjournment （総集編2） | 綾奈ゆにこ | 千明孝一        | 千明孝一         | 高岡じゅんいち、村田蓮爾 （作画）         |              |
| #16            | Automaton                      | 鈴木貴昭   | 高橋幸雄        | 高橋幸雄         | 戸倉紀元                                  | 字幕あり     |
| #17            | Dynamic possibilities          | 千明孝一   | 千明孝一        | 黒瀬大輔         | 長田絵里、藤本真由                        | 字幕あり     |
| #18            | Transposition                  | 神山修一   | 大原実          | 吉田徹           | さのえり、松尾真彦 池田早香、谷口守泰     | 字幕あり     |
| #19            | Queening square                | 吉村清子   | 大原実          | 加藤顕           | 臼田美夫                                  |              |
| #20            | Triple rook                    | 吉村清子   | 大原実          | ソエジマヤスフミ | しんぼたくろう                            | 字幕あり     |
| #21 （最終話） | Grand master                   | 吉村清子   | 千明孝一        | 高橋幸雄         | 堀内修、長田絵里 高岡じゅんいち、岡崎洋美 | 字幕あり     |

## 放送局

### 日本国内放送
CBCにとっては単独製作としては『うみものがたり 〜あなたがいてくれたコト〜』以来、毎日放送（MBS）との共同制作を含めれば『Angel Beats!』以来のテレビアニメ（深夜アニメ）作品となる。なお、提供クレジットはOP・ED映像で製作クレジットが出た後の画面右下に表示していた（送出は各局別で提供読みなし）。
CBC製作のテレビアニメとしては、初めて製作クレジット表記にCBCの略称ロゴを使用している。
2024年4月にCBCテレビ・TBS系列全国ネット深夜アニメ枠『アガルアニメ』設定されるまでは、CBC制作・TBS系列（逆ネット）で放送していた最後のテレビアニメ（深夜アニメ）でもある
| 放送地域   | 放送局              | 放送期間                       | 放送日時           | 放送系列   | 備考                                                |
| ---------- | ------------------- | ------------------------------ | ------------------ | ---------- | --------------------------------------------------- |
| 中京広域圏 | 中部日本放送（CBC） | 2011年10月7日 - 2012年3月23日  | 金曜 26:00 - 26:30 | TBS系列    | 製作局 連動データ放送                               |
| 関東広域圏 | TBSテレビ（TBS）    | 2011年10月7日 - 2012年3月23日  | 金曜 26:55 - 27:25 | TBS系列    |                                                     |
| 日本全域   | AT-X                | 2011年10月10日 - 2012年3月26日 | 月曜 8:30 - 9:00   | CS放送     | リピート放送あり                                    |
| 日本全域   | バンダイチャンネル  | 2011年10月10日 - 2012年3月26日 | 月曜 12:00 更新    | ネット配信 |                                                     |
| 日本全域   | ShowTime            | 2011年10月10日 - 2012年3月26日 | 月曜 12:00 更新    | ネット配信 |                                                     |
| 兵庫県     | サンテレビ（SUN）   | 2011年10月10日 - 2012年3月26日 | 月曜 25:35 - 26:05 | 独立局     |                                                     |
| 北海道     | 北海道放送（HBC）   | 2011年10月10日 - 2012年3月26日 | 月曜 26:26 - 26:56 | TBS系列    |                                                     |
| 岩手県     | IBC岩手放送         | 2011年10月14日 - 2012年4月13日 | 金曜 15:50 - 16:20 | TBS系列    | 3週間遅れ                                           |
| 宮城県     | 東北放送（TBC）     | 2011年11月27日 - 2012年5月13日 | 日曜 5:30 - 6:00   | TBS系列    | テイクオフ直前SPは未放送 総集編1、2は最終回後に放送 |

この他、ニコニコ動画のアニメチャンネルでも配信されているが、上記動画配信サイトとは異なり第1話以外は有料配信のみ（無料配信なし）となっている。

### 日本国外放送
アニマックス・アジアでの広域（シンガポール、マレーシア、タイ、フィリピン、香港、インドなど）における放送局にて、日本での初回放送後の同日の内に放送されている。北米とオセアニアでも配信される。

## 漫画
ラストエグザイル-銀翼のファム-
『ヤングエース』（角川書店）2011年8月号（2011年7月4日発売）より2012年11月号（2012年10月4日発売）まで連載された。原作はGONZO、作画は宮本ろばが担当。発行は角川書店。発売は角川グループパブリッシング。全3巻。レーベルは角川コミックス・エース。
1. 2011年10月4日初版発行 ISBN 978-4-04-120016-2
2. 2012年3月2日初版発行 ISBN 978-4-04-120127-5
3. 2012年11月1日初版発行 ISBN 978-4-04-120447-4

ラストエグザイル-砂時計の旅人-
『ニュータイプエース』（角川書店）2011年Vol.1号（2011年9月10日発売）より2012年Vol.10号（2012年6月8日発売）まで連載された。原作はGONZO、作画は1期のキャラクターデザイナーの一人であり漫画家に転身したムラオミノルが担当している。内容は完全新作長編であり、クラウス、ラヴィ、アルたちが主人公である。発行は角川書店。発売は角川グループパブリッシング。全2巻。レーベルは角川コミックス・エース。
1. 2011年12月26日初版発行 ISBN 978-4-04-120059-9
2. 2012年7月10日初版発行 ISBN 978-4-04-120335-4

## 小説
角川スニーカー文庫（角川書店）より発売。著者は岩佐まもる、表紙イラストは堀内修、本文イラストは磁油2。全2巻。
1. 2011年11月1日初版発行 ISBN 978-4-04-100039-7
2. 2012年1月1日初版発行 ISBN 978-4-04-100081-6

## WEBラジオ
『ラストエグザイル カルタッファル通信』は、2011年11月11日から2012年3月30日までHiBiKi Radio Stationで配信されていたラジオ番組。隔週金曜日更新。
パーソナリティ
豊崎愛生（ファム役）、悠木碧（ジゼル役）、茅野愛衣（ミリア役）、斎藤千和（テディ、ラヴィ役 2012年1月20日配信分のみ）
2012年2月3日の放送のみ「アデス連邦通信」として興津和幸（ルスキニア役）、松風雅也（アラウダ役）

## モバイル用アプリケーション
これらの他に各社できせかえ、SDキャラ待ち受けが公開された。
LASTEXILE-Fam Ep Album
2011年に配信された本編の名場面を集めた写真集アプリ。iPhone/AndroidTM向け。vol.1 - vol.7。
ラストエグザイル 激闘!空族バトル
2011年にmobageから配信された携帯電話向けソーシャルゲーム。
LAST EXILE‐銀翼のファム‐Chara-Twit
2011年に配信された有料のツイッタークライアント。
ラストエグザイル ‐銀翼のファム‐ めざまし
2012年に配信のAndroidTM向けのボイスめざましアプリ。ファム、ジゼル、ディーオの全3種。
jubeat plus
コナミデジタルエンタテインメントのiPhone/iPad向け音楽シミュレーションゲームに2012年2月より「ラストエグザイル 主題歌 pack」の配信開始。
嫁コレ
BIGLOBEのiPhone/iPad向けカードコレクションゲームに2012年3月より順次配信開始。

## トレーディングカードゲーム
ヴィクトリースパーク
ブシロードのトレーディングカードゲームに参加している。2011年12月17日にトライアルデッキ、2012年4月14日にブースターパックが発売。

## パチスロ
- パチスロラストエグザイル-銀翼のファム-（2017年5月、オーイズミ）

## その他
- 前作「LAST EXILE」と時計メーカーJha&Coとのコラボウォッチがラストエグザイル-銀翼のファム-の放送決定に伴い製作販売された。価格は「LASTEXILE クラウス ウォッチ」本体18,500円、「LASTEXILE タチアナ ウォッチ」本体17,500円。
- ガンホー・オンライン・エンターテイメントによるオンラインTPS『トイ・ウォーズ』。コラボガチャ「フィギュア☆スター」に衣装が登場[12]。2012年に「ファム」「ジゼル」「ミリア」「ルスキニア」のアバターセット「vol.9」が販売された。コラボクエストの配信も行われている。
- 2012年1月20日から1月29日にかけてキュアメイドカフェ(秋葉原)、男装カフェ＆BAR QUEEN DOLCE(秋葉原)、ワンダーカフェ(千葉三郷と千葉茂原)の3店で期間限定のラストエグザイルカフェが同時展開。複製原画、オリジナルメニューなどが味わえた[13]。2012年2月1日から2月29日にかけてトラベルカフェ池袋西口店との期間限定のコラボレーションが行われ資料展示、コラボメニューなどが味わえた。メニューは17時30分からナイトメニューに変わる。どちらも先着で特典を配布していた[14]。
- 2016年8月3日から9月21日にかけて大戦略WEBとのコラボレーションが実施された[15]。劇中のキャラクターやヴァンシップなどが、『大戦略WEB』の士官や兵器として登場する。2016年6月15日から2016年8月3日にかけて行われていた前作「LAST EXILE」とのコラボと入れ替わりに始まった。